# 1964年夏季奧林匹克運動會游泳比賽
1964年夏季奥林匹克运动会游泳比赛于1964年10月11日至10月18日在日本东京国立代代木竞技场举行，本届游泳比赛总共有18个小项，其中男子10项、女子8项。总共有来自42个国家和地区的405名运动员参加本届比赛。本届比赛新增了男子4×100自由泳接力以及男子和女子的400米个人混合泳这三个小项。比赛中所有的小项都诞生了新的奥运纪录，其中有11个同时又是世界纪录。

## 奖牌榜[1]
*   主办国家/地区（日本）
| 排名                | 代表团              | 金牌 | 銀牌 | 銅牌 | 总计 |
| ------------------- | ------------------- | ---- | ---- | ---- | ---- |
| 1                   | 美国（USA）         | 13   | 8    | 8    | 29   |
| 2                   | （AUS）             | 4    | 1    | 4    | 9    |
| 3                   | 苏联（URS）         | 1    | 1    | 2    | 4    |
| 4                   | 德国联队（EUA）     | 0    | 4    | 2    | 6    |
| 5                   | 荷兰（NED）         | 0    | 2    | 1    | 3    |
| 6                   | 法国（FRA）         | 0    | 1    | 0    | 1    |
| 6                   | 英国（GBR）         | 0    | 1    | 0    | 1    |
| 8                   | 日本（JPN）*        | 0    | 0    | 1    | 1    |
| 总计（共8个代表团） | 总计（共8个代表团） | 18   | 18   | 18   | 54   |

## 各项成绩[1]

### 男子
| 项目              | 金牌                                                                  | 金牌       | 银牌                                                                                                   | 银牌    | 铜牌                                                            | 铜牌    |
| 100米自由泳       | 唐·斯科兰德 · 美国（USA）                                             | 53.4 OR    | 鲍勃·麦格雷戈 · 英国（GBR）                                                                            | 53.5    | 汉斯-约阿希姆·克莱因 · 德国联队（EUA）                          | 54.0    |
| 400米自由泳       | 唐·斯科兰德 · 美国（USA）                                             | 4:12.2 WR  | 弗兰克·维甘德 · 德国联队（EUA）                                                                        | 4:14.9  | 艾伦·伍德 · （AUS）                                             | 4:15.1  |
| 1500米自由泳      | 鲍勃·温德 · （AUS）                                                   | 17:01.7 OR | 约翰·纳尔逊 · 美国（USA）                                                                              | 17:03.0 | 艾伦·伍德 · （AUS）                                             | 17:07.7 |
| 200米仰泳         | 杰德·格雷夫 · 美国（USA）                                             | 2:10.3 WR  | Gary Dilley · 美国（USA）                                                                              | 2:10.5  | Bob Bennett · 美国（USA）                                       | 2:13.1  |
| 200米蛙泳         | 伊恩·奥布莱恩 · （AUS）                                               | 2:27.8 WR  | Georgy Prokopenko · 苏联（URS）                                                                        | 2:28.2  | Chet Jastremski · 美国（USA）                                   | 2:29.6  |
| 200米蝶泳         | 凯文·贝里 · （AUS）                                                   | 2:06.6 WR  | 卡尔·罗比 · 美国（USA）                                                                                | 2:07.5  | 弗雷德·施密特 · 美国（USA）                                     | 2:09.3  |
| 400米个人混合泳   | 迪克·罗思 · 美国（USA）                                               | 4:45.4 WR  | 罗伊·萨里 · 美国（USA）                                                                                | 4:47.1  | 格哈德·黑茨 · 德国联队（EUA）                                   | 4:51.0  |
| 4×100米自由泳接力 | 美国（USA） · 史蒂夫·克拉克 · 迈克·奥斯汀 · 加里·伊尔曼 · 唐·斯科兰德 | 3:33.2 WR  | 德国联队（EUA） · 霍斯特·勒夫勒 · 弗兰克·维甘德 · 乌韦·雅各布森 · 汉斯-约阿希姆·克莱因                 | 3:37.2  | （AUS） · 戴维·迪克森 · 彼得·多克 · 约翰·瑞安 · 鲍勃·温德       | 3:39.1  |
| 4×200米自由泳接力 | 美国（USA） · 史蒂夫·克拉克 · 罗伊·萨里 · 加里·伊尔曼 · 唐·斯科兰德   | 7:52.1 WR  | 德国联队（EUA） · 霍斯特-金特·格雷戈尔 · 格哈德·黑茨 · 弗兰克·维甘德 · 汉斯-约阿希姆·克莱因            | 7.59.3  | 日本（JPN） · 福井诚 · 岩崎邦宏 · 庄司敏夫 · 冈部幸明           | 8:03.8  |
| 4×100米混合泳接力 | 美国（USA） · 汤普森·曼 · 比尔·克雷格 · 弗雷德·施密特 · 史蒂夫·克拉克 | 3:58.4 WR  | 德国联队（EUA） · 恩斯特-约阿希姆·屈佩尔斯 · 埃贡·亨宁格 · 霍斯特-金特·格雷戈尔 · 汉斯-约阿希姆·克莱因 | 4:01.6  | （AUS） · 彼得·雷诺兹 · 伊恩·奥布莱恩 · 凯文·贝里 · 戴维·迪克森 | 4:02.3  |

### 女子
| 项目              | 金牌                                                                  | 金牌      | 银牌                                                                     | 银牌   | 铜牌                                                                                        | 铜牌   |
| 100米自由泳       | 唐·弗雷泽 · （AUS）                                                   | 59.5 OR   | 莎伦·斯托德 · 美国（USA）                                                | 59.9   | 凯茜·埃利斯 · 美国（USA）                                                                   | 1:00.8 |
| 400米自由泳       | 金妮·丁克尔 · 美国（USA）                                             | 4:43.3 OR | Marilyn Ramenofsky · 美国（USA）                                         | 4:44.6 | Terri Stickles · 美国（USA）                                                                | 4:47.2 |
| 100米仰泳         | 凯茜·弗格森 · 美国（USA）                                             | 1:07.7 WR | Kiki Caron · 法国（FRA）                                                 | 1:07.9 | 金妮·丁克尔 · 美国（USA）                                                                   | 1:08.0 |
| 200米蛙泳         | Galina Prozumenshchikova · 苏联（URS）                                | 2:46.4 OR | 克劳迪娅·科尔布 · 美国（USA）                                            | 2:47.6 | Svetlana Babanina · 苏联（URS）                                                             | 2:48.6 |
| 100米蝶泳         | 莎伦·斯托德 · 美国（USA）                                             | 1:04.7 WR | 阿达·科克 · 荷兰（NED）                                                  | 1:05.6 | 凯茜·埃利斯 · 美国（USA）                                                                   | 1:06.0 |
| 400米个人混合泳   | 唐娜·德瓦罗纳 · 美国（USA）                                           | 5:18.7 OR | Sharon Finneran · 美国（USA）                                            | 5:24.1 | Martha Randall · 美国（USA）                                                                | 5:24.2 |
| 4×100米自由泳接力 | 美国（USA） · 莎伦·斯托德 · 唐娜·德瓦罗纳 · 莉莲·沃森 · 凯茜·埃利斯   | 4:03.8 WR | （AUS） · 萝宾·索恩 · 简·墨菲 · 莱内特·贝尔 · 唐·弗雷泽                  | 4:06.9 | 荷兰（NED） · Pauline van der Wildt · Toos Beumer · Winnie van Weerdenburg · Erica Terpstra | 4:12.0 |
| 4×100米混合泳接力 | 美国（USA） · 凯茜·弗格森 · 辛西娅·戈耶特 · 莎伦·斯托德 · 凯茜·埃利斯 | 4:33.9 OR | 荷兰（NED） · Corrie Winkel · Klenie Bimolt · 阿达·科克 · Erica Terpstra | 4:37.0 | 苏联（URS） · Tatyana Savelyeva · Svetlana Babanina · Tatyana Devyatova · Natalya Ustinova  | 4:39.2 |